# ヒットリサーチ
『ヒットリサーチ』は、BS-TBSで毎週日曜日6:45 - 7:00に放送されていた情報番組。2013年4月7日開始、2014年9月25日終了。

## 概要
世の中のあらゆるジャンルの現在ヒットしているもの、これからヒットの予感がするものを取り上げ、その最新事情から裏側までを徹底リサーチするミニ情報番組。女性フリーアナウンサーが、“ヒットリサーチ・キャスター”として番組MC兼レポーターを月替わりで担当する。
2013年11月24日、番組初の特別番組『ヒットリサーチ秋の特別編』を放送。
同局で2013年3月まで放送されていた日曜朝の情報番組『サキドリ!』と同じ主要スタッフが制作、番組内容も踏襲されたものになっている。

## 出演者
ヒットリサーチ キャスター
- 岸田あさみ（2013年4月・6月）
- 高橋友希（2013年5月）
- 和田奈美佳（2013年7月・2014年1月）
- 黒塚まや（2013年8月）
- 深津瑠美（2013年9月）
- 西島まどか（2013年10月・2014年3月）
- 井上真帆（2013年11月）
- 笠井さやか（2013年12月）
- 土田優香（2014年2月）
- 竹内真理（2014年4月・5月）
- 藤田真奈美（2014年6月）
- 大久保涼香（2014年7月）
- 佐藤千晶（2014年8月）
- 高島英里奈（2014年9月）

コーナーレポーター
- 鈴木亜子（#15,18）
- 佐々木正洋（#17,21）
- 和田奈美佳（#20）
- 西島まどか（#33）

## シリーズ企画
- テレビ番組リサーチ

BS-TBSで近日放送の番組を紹介。
- SAエリアリサーチ

関東近郊の高速道路のサービスエリアを毎回1つピックアップ。そこでしか味わえないご当地グルメを紹介。
- 朝食探訪記

話題のレストランや一流ホテルの美味しい朝食メニューを紹介する。
- アンテナショップリサーチ

東京にある全国各地のアンテナショップをマンスリーキャスターが訪ねて、人気商品を紹介する。
- 東京カレンダーコラボ企画

情報誌『東京カレンダー』とのコラボ企画。キャスターと大平貴久（東京カレンダー事業開発部WEBプロデューサー）が、東京カレンダーおすすめの名店を巡る。
- 師士奮迅

「師」あるいは「士」と付く職業にたずさわる人々の中で今注目されている人物をキャスターが訪ね、仕事のこだわりを聞く。コーナーナレーター：このや朗。

## 特別番組
『ヒットリサーチ秋の特別編』
- 2013年11月24日（日）12:00 - 12:30
- メインキャスター：江藤愛（TBSアナウンサー） / リポーター：深津瑠美、岸田あさみ / 中井精也
- いつもの2倍に放送時間を拡大した初の特別番組。深津瑠美と鉄道写真家の中井精也によるロケ企画「大井川鐵道沿線 名店巡り&撮影の旅」ほか、岸田あさみが粉ミルクとオーディション合格の指南書、深津がカフェインレスの新感覚コーヒーの制作秘話を紹介した。江藤愛はトピックスの紹介を担当。
- 構成：清松勝彦、リサーチ：原木綿子、坂田愛美、技術：ビデオウィング、協力：NiTRO、エンディング曲：GLASS TOP「讃歌」、D：谷井望、河合智文、演出：石塚郁洋、P：鈴木昌利、澤田浩一、黒木彩香、制作協力：Show-tv、製作･著作：BS-TBS

『ヒットリサーチ 新春スペシャル』
- 2013年1月5日（日）5:30 - 5:45
- キャスター：佐々木正洋、高橋友希、深津瑠美、和田奈美佳
- 今まで番組でキャスターやリポーターを務めた面々が、今年ヒットしそうなモノやスポットを大胆予測して紹介する。

## スタッフ
- ナレーター：広瀬未来（#9- ）[1]
- 構成：清松勝彦
- リサーチ：原木綿子、坂田愛美
- 技術：町田和康・川井力（Video Wing）
- 音効：中島祥子（花音）
- 編集：西垣安武、奈雲正樹、坂田宗一郎、廣川秀樹、小鷹浩司、瀬戸山真也、仁科丈治、寺田幸二、村上友佳子
- 協力：NiTRO
- MA：富安俊明、菅野友和、入江克彰、渡部展貴、久米川広成、渡辺美枝、浜口崇
- ディレクター：谷井望、石塚郁洋:
- 演出：河合智文
- プロデューサー：鈴木昌利、澤田浩一（BS-TBS）、黒木彩香（BS-TBS）
- 制作協力：Show-tv

過去
- AD：村上和光
- ディレクター：林誠一郎

## 関連番組
- サキドリ!
- 満足!トレンドナビ